# 북채 (닭고기)

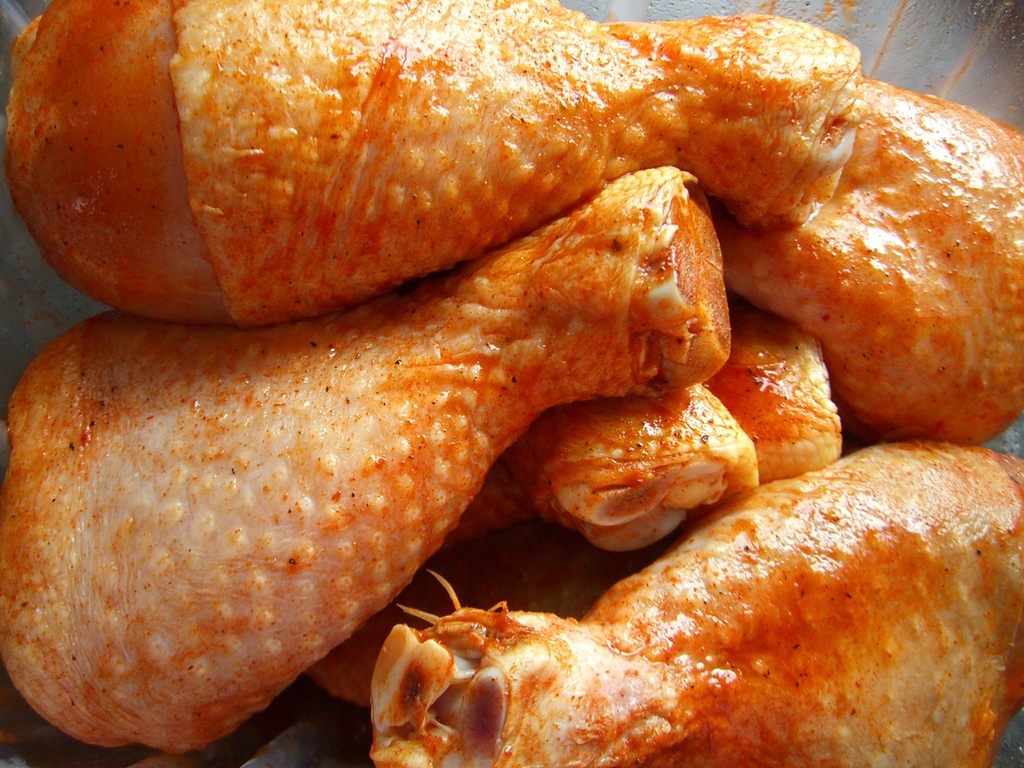
북채

북채는 닭고기 부위이다. 넓적다리와 함께 닭다리를 이룬다.

## 같이 보기
- 넓적다리
- 닭봉